# ロシュフォールの恋人たち
『ロシュフォールの恋人たち』（ロシュフォールのこいびとたち、原題：Les Demoiselles de Rochefort、英題：The Young Girls of Rochefort）は、1967年に公開されたジャック・ドゥミ監督のフランスのミュージカル映画。

## 概要
カトリーヌ・ドヌーヴとドヌーヴの実の姉であるフランソワーズ・ドルレアックを始め、ジーン・ケリー、ジョージ・チャキリス、ジャック・ペラン、ダニエル・ダリュー、ミシェル・ピコリといった仏米の豪華な出演者が登場している。
音楽は、『シェルブールの雨傘』でもコンビを組んだミシェル・ルグラン。
1993年に『ロシュフォールの恋人たち』の公開から、映画中の双子姉妹の設定年齢25歳と同じ25周年を記念し、ジャック・ドゥミの妻アニエス・ヴァルダ監督による『Les demoiselles ont eu 25 ans』が公開された。
また、2009年には『シェルブールの雨傘』製作45周年を記念し、日本で世界初となる“デジタルリマスター版”が特別上映された。

## ストーリー
フランス西南部の海辺の街ロシュフォールは、年に一度の祭を二日後に控え、賑わっていた。
その街にはソランジュとデルフィーヌという美しい双子姉妹が住んでいた。ソランジュは音楽家を、デルフィーヌはバレリーナを志し、いつの日かこのロシュフォールから飛び出し、花の都パリで自分達の力を試してみたいと思っていた。また彼女たちには、いつの日か素晴らしい恋人にめぐり逢いたいという夢もあった。
姉妹の母親イヴォンヌはカフェの女主人で、彼女の気さくな人柄で多くの常連客もおり、店は繁盛していた。その客の中には、今回の祭でオートバイの曲乗りを見せるというエチエンヌとビルの二人組や、理想の女性を求め、その女性の人物画を描いている水兵のマクサンスがいた。
そして、いよいよ祭の日がやってきた。広場にはたくさんの舞台が組立てられ、様々なショーが繰り広げられた。とあるきっかけで、エチエンヌとビルにショーの出演を頼まれたソランジュとデルフィーヌの姉妹も舞台に立ち、歌と踊りを披露した。ショーは大成功だった。ショーの後でエチエンヌとビルは、これからも自分達と一緒に仕事をして歩けばパリにも行くことが出来ると、姉妹を誘った。そして彼女らは、「パリへ行って大芸術家になろう。素晴らしい恋人にめぐりあえるかもしれない」と彼らについていく事を心に決めた。
だが「素晴らしい恋人」はすぐ近くにいるもので、ソランジュは以前、通りで出会った魅力的なアンディにパリへの出発直前に再会した。イヴォンヌも十年前に些細なことで別れてしまった恋人で、今は楽器店を経営するダーム氏と再び結ばれた。デルフィーヌは幸福そうなソランジュたちと別れ、エチエンヌやビルと一緒に車に乗り、パリを目指し出発する。

## キャスト
- デルフィーヌ - カトリーヌ・ドヌーヴ (歌:アンヌ・ジェルマン)
- ソランジュ - フランソワーズ・ドルレアック(歌:クロード・パラン)
- アンディ・ミラー - ジーン・ケリー (歌:ドナルド・バーク)
- エチエンヌ - ジョージ・チャキリス (歌:ロミュ・アルド)
- マクサンス - ジャック・ペラン (歌:ジャック・ルヴォー)
- イヴォンヌ - ダニエル・ダリュー (歌:ダニエル・ダリュー)
- シモン・ダーム - ミシェル・ピコリ (歌:ジョルジュ ・ブラヌ)
- ビル - グローバー・デール (歌:ジョゼ・バルテル)
- ジュディト - パメラ・ハート (歌:クリスチャンヌ・ルグラン)